# Grüner Graben (Pobershau)
Der Grüne Graben im Erzgebirge ist ein im 17. Jahrhundert am Berghang oberhalb der Schwarzen Pockau angelegter Kunstgraben von acht Kilometern Länge, der früher Aufschlagwasser zu den Gruben bei Pobershau leitete.

## Verlauf

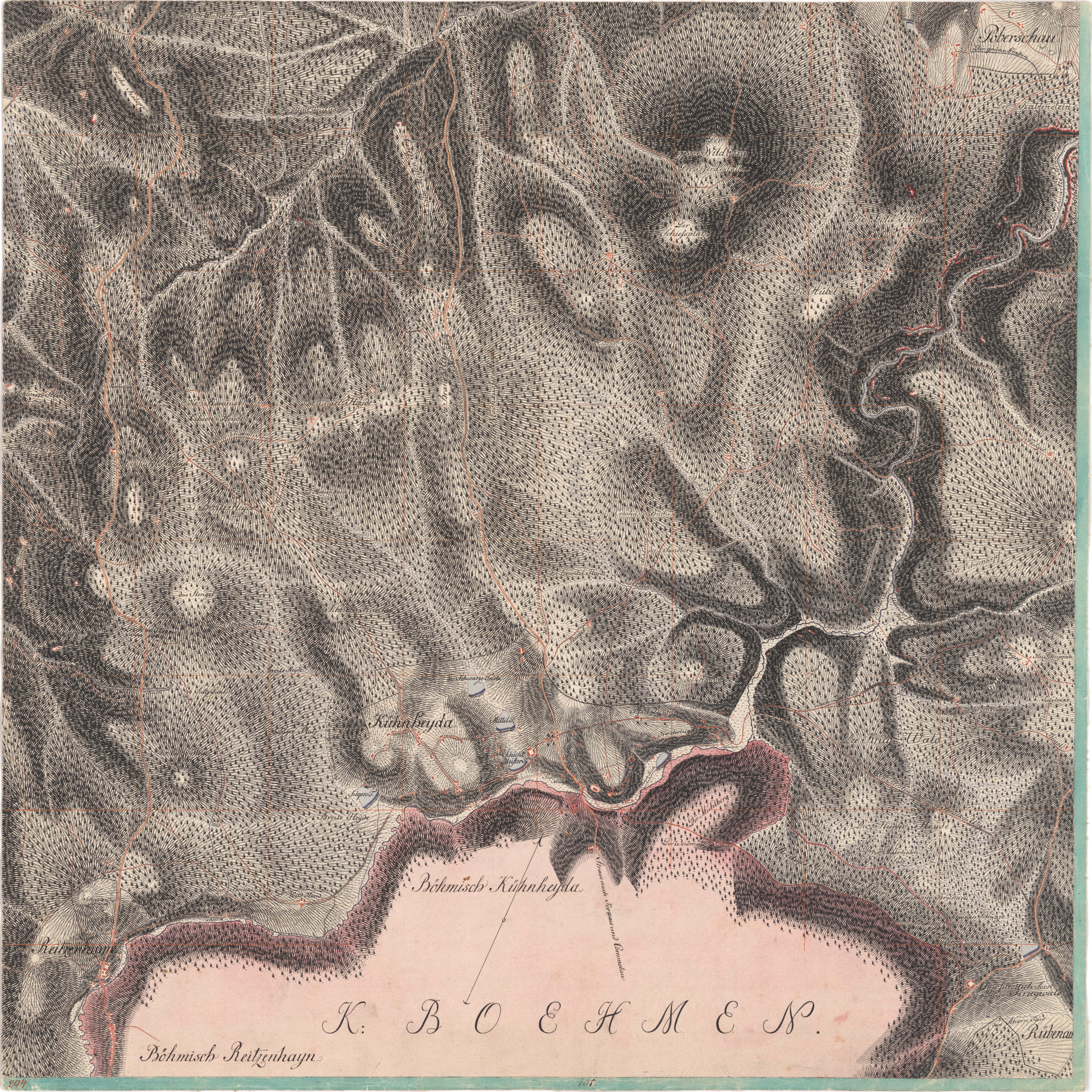
Verlauf von Kühnhaide (Bildmitte unten) nach Pobershau (rechts oben) auf einem Meilenblatt von Sachsen (1787)

Der Graben beginnt am östlichen Ortsende von Kühnhaide unmittelbar an der deutsch-tschechischen Grenze in einer Höhe von etwa 710 m ü. NN. Er führt sodann an der Westseite des Schwarzwassertals nordwärts. Etwa 700 m westlich des Katzensteins überquert der Graben die Wasserscheide zwischen Schwarzer und Roter Pockau. Von dort fließt das Wasser weiter in südöstliche Richtung und mündet schließlich in den Goldkronenbach, einen Zufluss der Roten Pockau.
In seiner unteren Hälfte musste der Graben auf einer Länge von etwa 700 Metern durch Fels gehauen und auf etwa 240 Metern in Gerinnen geführt werden, um das Gefälle in anspruchsvollem Gelände auszugleichen.

## Vorgeschichte und Bau
Für den Bergbau war Wasser als Energiequelle unverzichtbar. Mit ihm konnten Kunstgezeuge für Förderanlagen und die Wasserhaltung der Gruben betrieben werden. Während die am Marterberg gelegenen Bergwerke durch den dort verlaufenden Wagenbach und den Reitzenhainer Zeuggraben gut versorgt werden konnten, waren die Bedingungen für die auf der Wasserscheide des Wildsberges liegenden Gruben denkbar ungünstig.
Zur Verbesserung der Wasserverhältnisse wurde erwogen, im Nachbartal einen Teil des Wassers der Schwarzen Pockau über einen Graben heranzuführen. Durch für die damalige Zeit sehr aufwendige Messungen konnte nachgewiesen werden, dass dies möglich ist. Das Projekt stammt von Bergmeister Martin Hiller. 1678 begann schließlich der Bau, der 1680 abgeschlossen wurde. Die effektive Bauzeit betrug nur 57 Wochen, die Arbeiten ruhten während des Winters. Nach der Vermessung betrug die Gesamtlänge des Grabens 4132 Lachter, die Baukosten beliefen sich auf 1211 Gulden.
Im Oberlauf ist über weite Teile ein parallel verlaufender Graben im Gelände ersichtlich, der in der Höhe nur wenig unterhalb des Grünen Grabens verläuft. Markantes Zeugnis einer künstlichen Anlage ist eine durchhauene Felsklippe. Etwa ab einer namenlosen Felsklippe, die ein markanter Aussichtspunkt ins Schwarzwassertal ist, und der halben Lauflänge des Grünen Grabens wurde der Bau augenscheinlich abgebrochen. Nach Literaturangaben (a) soll es sich dabei um den ersten Versuch eines Kunstgrabens zum Wildsberg handeln, den der Marienberger Teichmeister Christoph Hinkel ausführen ließ.

## Nachnutzung und Gegenwart
Nach der Einstellung des Bergbaus um 1865 bildete der Graben eine wichtige Grundlage für Gewerbetreibende und Produktionsstätten entlang des Verlaufs der Roten Pockau in Pobershau.
Zwischen 1974 und 1981 wurde der Graben instand gesetzt. Entlang des Grabens führt der ehemalige Grabensteig, heute ein beliebter Wanderweg.
Im Auftrag des Staatsbetriebes Sachsenforst wird der Grabenverlauf sowie der begleitende Wanderweg seit 2021 abschnittsweise saniert. Finanziert werden die Arbeiten aus Mitteln des Sofortprogramms START 2020 der sächsischen Staatsregierung, es werden insgesamt 2,9 Millionen Euro investiert. Die Arbeiten sollen im Herbst 2023[veraltet] mit dem aufwendigsten Abschnitt in steiler Hanglange im Unterlauf abgeschlossen werden.

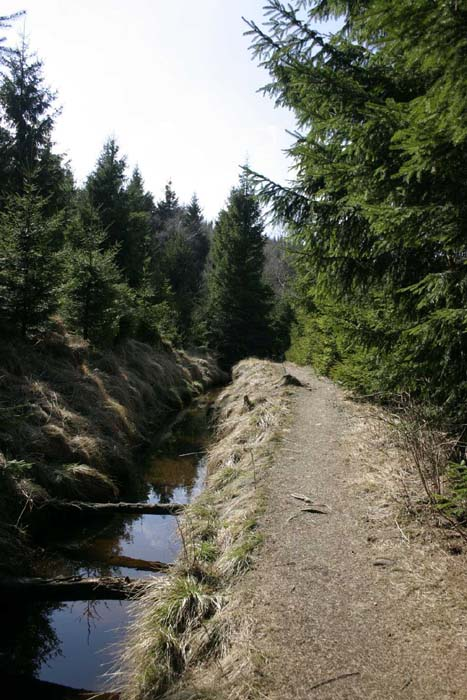
Im Oberlauf konnte der Grüne Graben in relativ flachem Tal angelegt werden
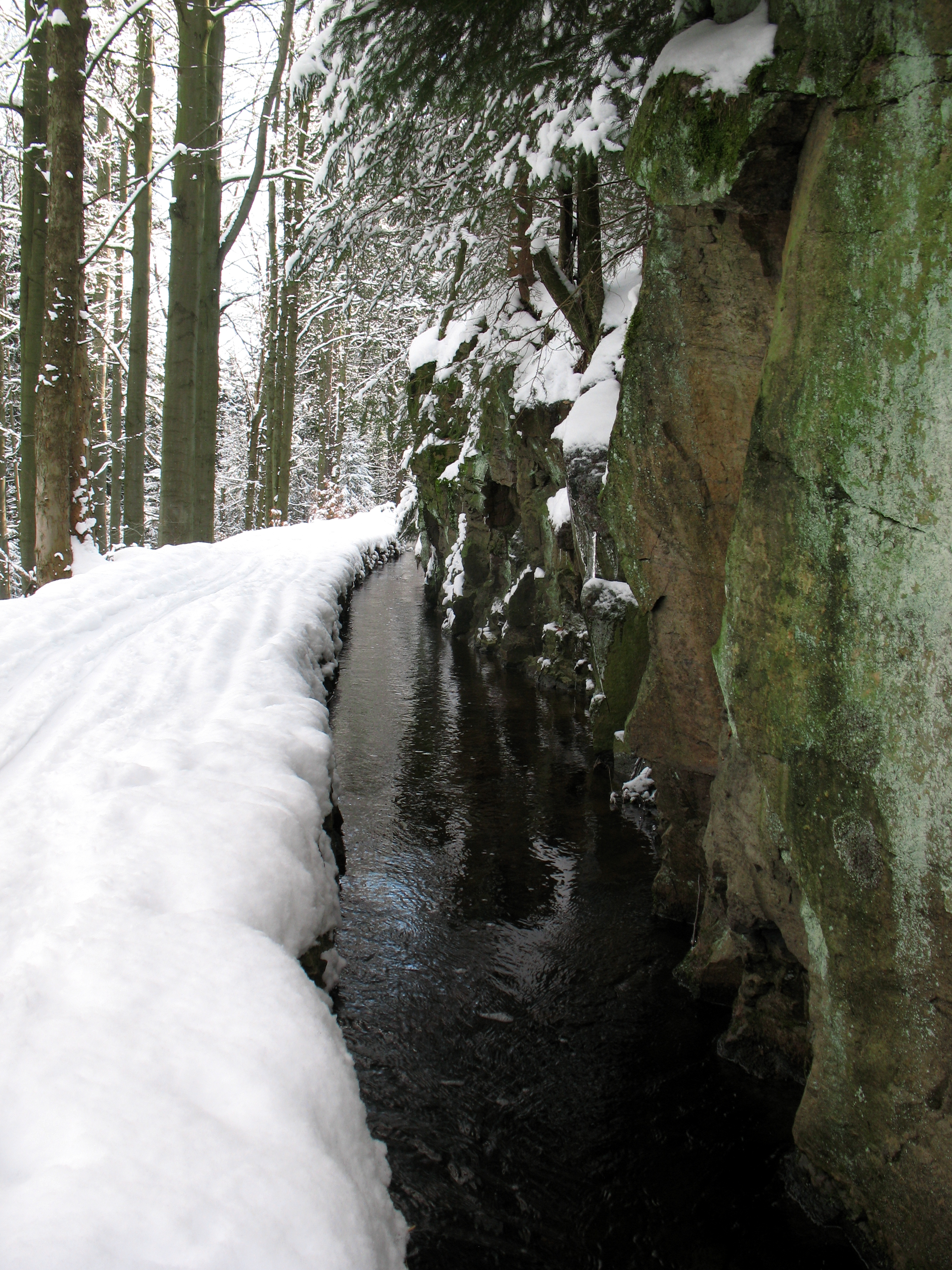
Grabenführung entlang einer Felswand in der unteren Hälfte
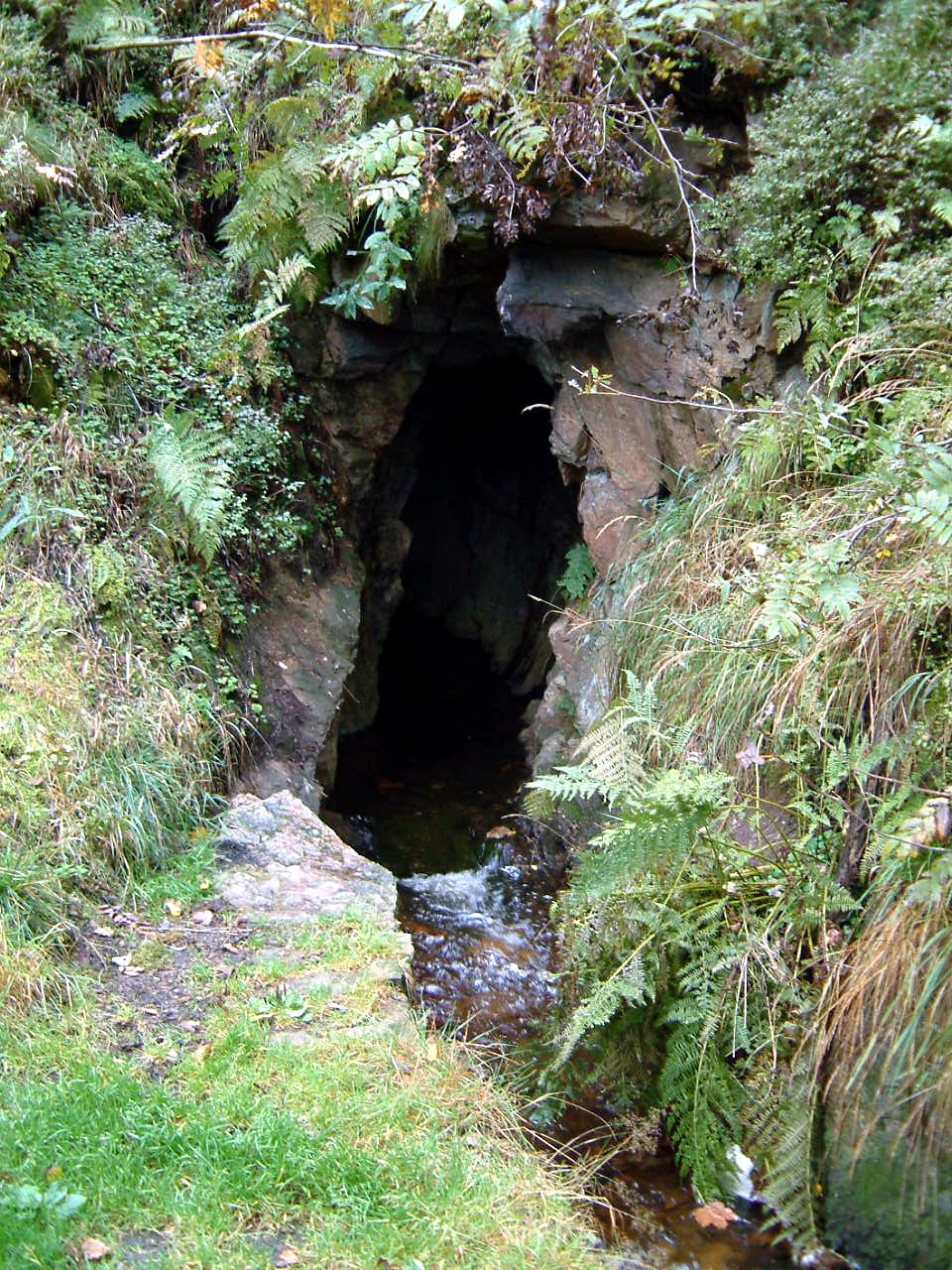
Röschenabschnitt des Grünen Grabens
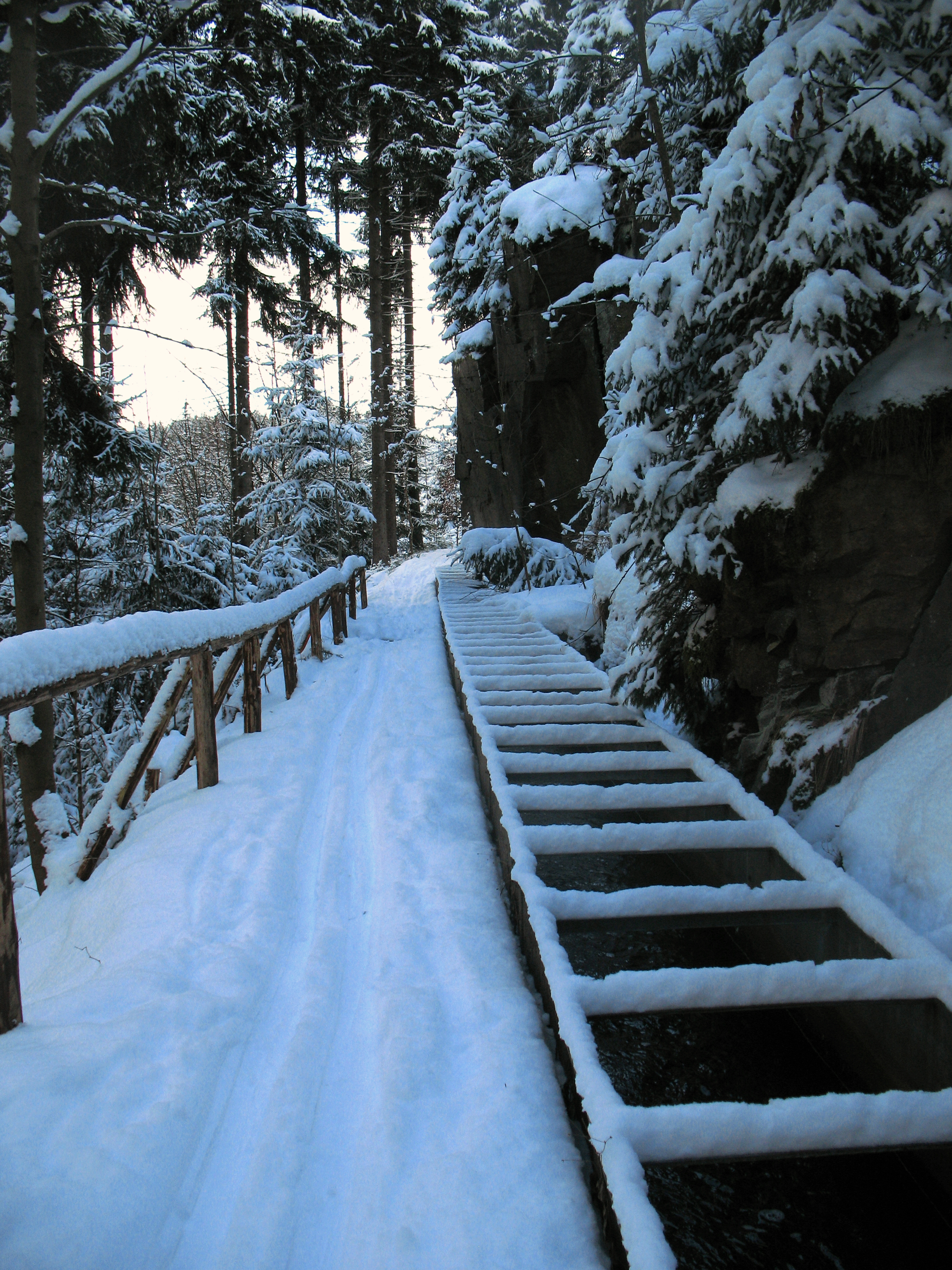
Abschnitt mit Gerinnen aus Metall
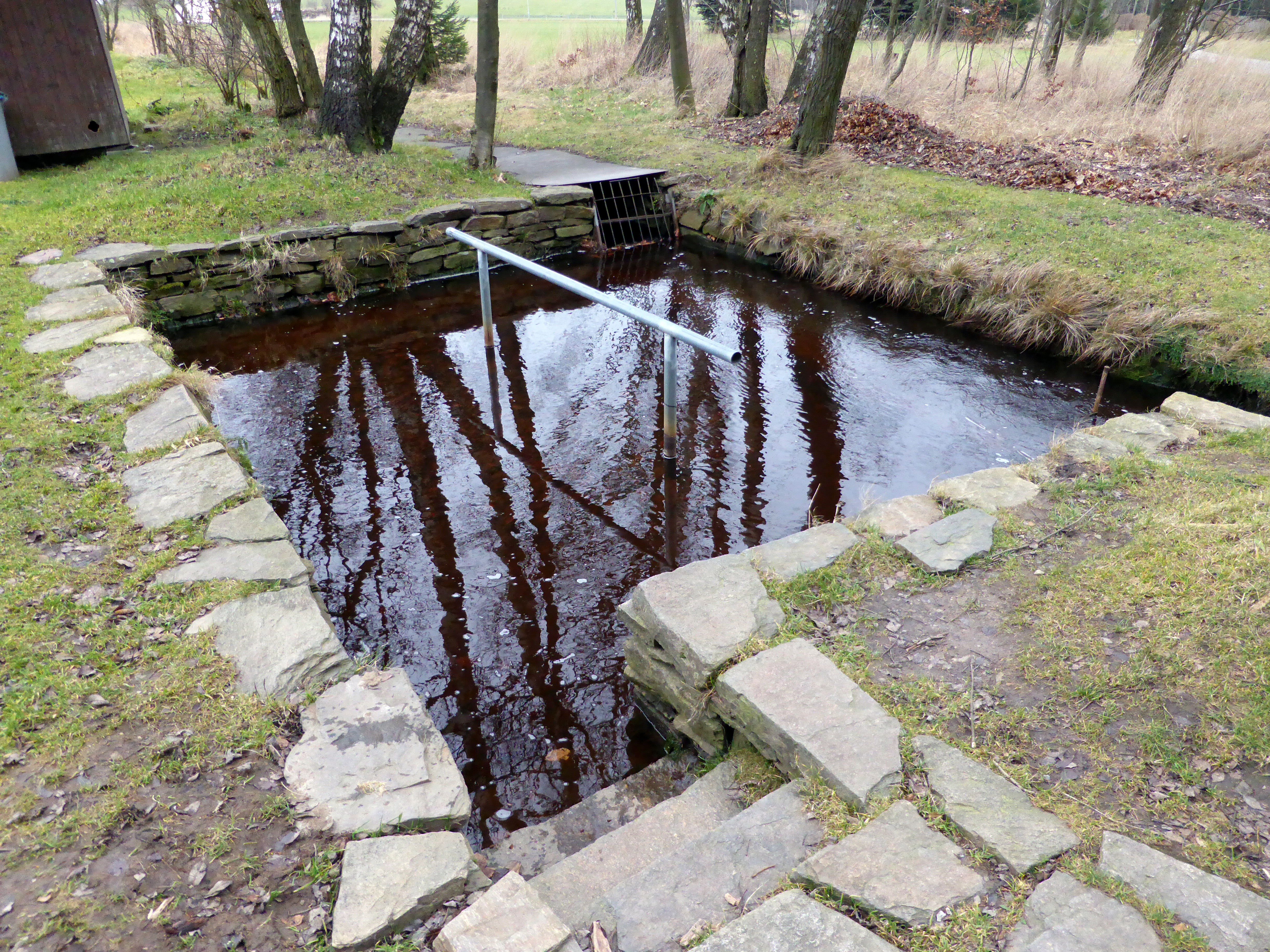
Kneipp-Anlage unweit des Parkplatzes am Katzenstein